# George Rogers Clark
Pour les articles homonymes, voir Clark.
George Rogers Clark, né le 19 novembre 1752 et mort le 13 février 1818, est un militaire américain officier sur la frontier Nord-Ouest lors de la guerre d'indépendance des États-Unis. Il a servi comme chef de file de la milice du Kentucky (qui faisait alors partie de la Virginie) durant une grande partie de la guerre. Clark est surtout connu pour ses captures de Kaskaskia (1778) et de Vincennes (1779) lors de la campagne de l'Illinois. Clark fut l'un des héros militaires, reconnu comme le conquérant de la partie sud du territoire du Nord-Ouest. Son plus jeune frère William était l'un des chefs de l'expédition Lewis et Clark.

## Révolution américaine
Durant la révolution américaine, Clark captura Cahokia, Kaskaskia, Prairie du Rocher et Saint-Philippe pour les colonies américaines qui par la suite résulta à la capture de Vincennes. Clark menaça les habitants de ces villages, ce qui causa beaucoup d'entre eux à déménager sur le côté ouest du Mississippi en Louisiane espagnole. C'est alors que les terres et maisons firent données aux membres du groupe de Clark.
C'est en juillet 1778 que Clark et ses hommes ont franchi la rivière Ohio à partir du Kentucky. Ils ont pris le contrôle de Kaskaskia et de Vincennes et plusieurs autres villages du pays des Illinois en territoire britannique. L'occupation a été accomplie sans coup de feu car la plupart des Canadiens et des Amérindiens n'étaient pas disposés à prendre les armes pour le compte de l'Empire britannique. À Kaskaskia, ils ont fait prisonnier le chevalier de Rocheblave. Rocheblave fut envoyé en Virginie d'où il s'échappa pour rejoindre les forces britanniques postées à New York. À l'avance de Clark, Henry Hamilton, le lieutenant-gouverneur britannique de Fort Detroit, a réoccupé Vincennes avec une petite troupe de soldats anglais et canadiens. En février 1779, Clark revient à Vincennes dans une expédition d'hiver surprise et il a repris la ville, capturant Hamilton dans le processus. La Virginie capitalisa sur les succès de Clark par l'établissement de la région comme le comté d'Illinois.
L'importance de la campagne de l'Illinois a fait l'objet de nombreux débats. Parce que les Britanniques ont cédé l'ensemble du territoire du Nord-Ouest aux États-Unis dans le traité de Paris, certains historiens ont crédité Clark pour avoir presque doublé la taille des Treize colonies en prenant le contrôle du pays des Illinois pendant la guerre. D'autres historiens ont minimisé l'importance de la campagne, soutenant que la « conquête » de Clark était une occupation temporaire qui n'avait aucune incidence sur les négociations de frontière en Europe.

## Alcoolisme et dette
Les exploits militaires de Clark ont tous précédé son 30e anniversaire. Par la suite, lorsqu'il dirigea la milice dans l'ouverture des engagements de la guerre amérindienne du Nord-Ouest, il a été accusé d'être ivre en service. Malgré sa demande d'une enquête officielle sur les accusations, il a été déshonoré et contraint de démissionner. Il quitte le Kentucky pour vivre sur le territoire de l'Indiana. Jamais complètement remboursé par la Virginie pour ses dépenses en temps de guerre, Clark a passé les dernières décennies de sa vie à se soustraire de ses créanciers, vivant une vie de plus en plus misérable et obscure. Il a participé à deux complots ayant échoué pour ouvrir le contrôle du fleuve Mississippi à l'Espagne pour le trafic américain. Après avoir subi un accident vasculaire cérébral et la perte de sa jambe, Clark a été aidé dans ses dernières années par les membres de sa famille, dont son frère cadet William Clark, un des chefs de l'expédition Lewis et Clark. Le 13 février 1818, Clark meurt d'un accident vasculaire cérébral.

## Guerre contre les Amérindiens
Le but de Clark au cours de la guerre d'indépendance était de s'emparer de Détroit, mais il n'a jamais pu recruter suffisamment d'hommes pour faire la tentative. Les miliciens du Kentucky préféraient défendre leurs maisons et rester plus proches du Kentucky, plutôt que de faire une expédition longue et potentiellement périlleuse à Detroit. En juin 1780, une force mixte de Britanniques et d'Amérindiens, y compris les Shawnees, Lenapes, Wyandots et autres de Détroit, ont envahi le Kentucky avec des canons, capturant deux villages fortifiés et emportant des centaines de prisonniers. En août 1780, Clark a dirigé une force de représailles qui a remporté une victoire dans le village shawnee de Peckuwe.
Selon un rapport gouvernemental américain de 1790, 1 500 colons du Kentucky ont été tués dans des raids amérindiens depuis la fin de la guerre d'indépendance. Pour tenter de mettre fin à ces raids, Clark a dirigé une expédition de 1 200 hommes contre les villages amérindiens sur la rivière Wabash en 1786, une des premières actions de la guerre amérindienne du Nord-Ouest. La campagne s'est terminée sans aucune victoire à cause de manque de fournitures et d'une mutinerie d'environ trois cents miliciens. Clark a dû se retirer, mais non sans conclure un cessez-le-feu avec les Amérindiens. Il a été répandu, plus particulièrement par James Wilkinson, que Clark avait souvent été ivre en service. Lorsque Clark a appris les rumeurs, il demanda de faire une enquête officielle, mais sa demande a été rejetée par le gouverneur de Virginie et le Conseil de Virginie a condamné les actions de Clark. La réputation de Clark a été ternie, il n'a plus jamais conduit des hommes dans la bataille, et il quitta le Kentucky, allant vivre sur le territoire de l'Indiana près de Clarksville,.

## Planification de guerre contre la Louisiane
Avec sa carrière apparemment finie et ses perspectives de prospérité douteuse, le 2 février 1793, Clark a offert ses services à Edmond-Charles Genêt, l'Ambassadeur controversé de la France révolutionnaire, dans l'espoir de gagner de l'argent pour assurer sa succession. Les Américains de l'ouest étaient choqués que les Espagnols, qui contrôlaient la Louisiane, refusent aux Américains l'accès gratuit au fleuve Mississippi, une sortie facile pour le commerce de longue distance. Le gouvernement de Washington était aussi apparemment sourd aux préoccupations occidentales sur l'ouverture du Mississippi au commerce des États-Unis. Clark a proposé à Genêt que, avec le soutien financier français, il pourrait mener une expédition pour chasser les Espagnols de la vallée du Mississippi. Genêt a nommé Clark Major général dans les armées de France et commandant en chef de la Légion révolutionnaire française sur le Mississippi. Clark a commencé à organiser une campagne pour s'emparer de New Madrid, Saint-Louis, Natchez et La Nouvelle-Orléans, en obtenant de l'aide de vieux camarades tels que Benjamin Logan et John Montgomery et en gagnant l'appui tacite du gouverneur du Kentucky, Isaac Shelby. Clark dépensa 4 680 dollars de son propre argent pour les fournitures. Toutefois, au début de 1794, le Président Washington émit une proclamation de neutralité interdisant aux Américains de violer la neutralité américaine et a menacé d'envoyer le général Anthony Wayne à Fort Massiac pour arrêter l'expédition. L'Espagne et le royaume de France avaient fourni beaucoup d'argent pour la révolution américaine. Le gouvernement Français a rappelé Genêt et révoqué les commissions qu'il a accordé à Clark et aux Américains pour la guerre contre l'Espagne. La campagne orchestrée de Clark s'écroula graduellement, et il fut incapable de convaincre les Français de lui rembourser ses frais.

Monuments dédiés à Clark
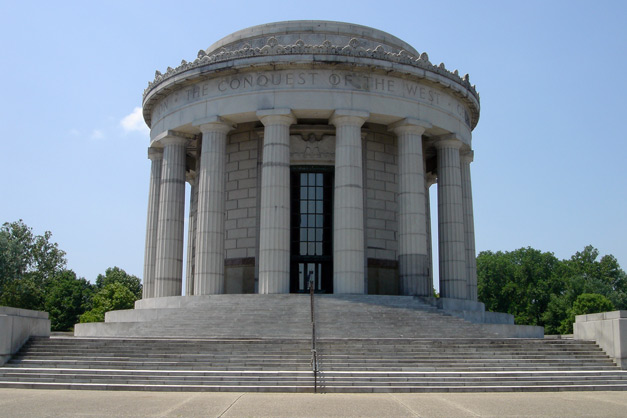
Le mémorial
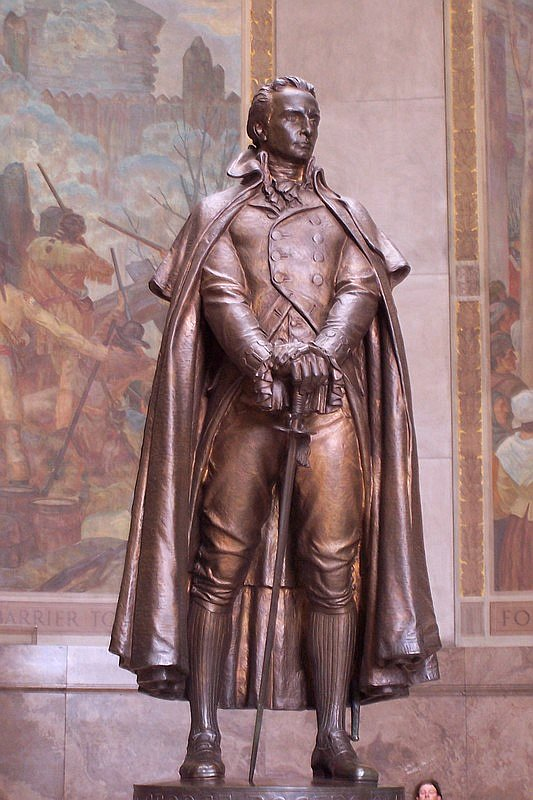
La statue au George Rogers Clark National Historical Park, Vincennes
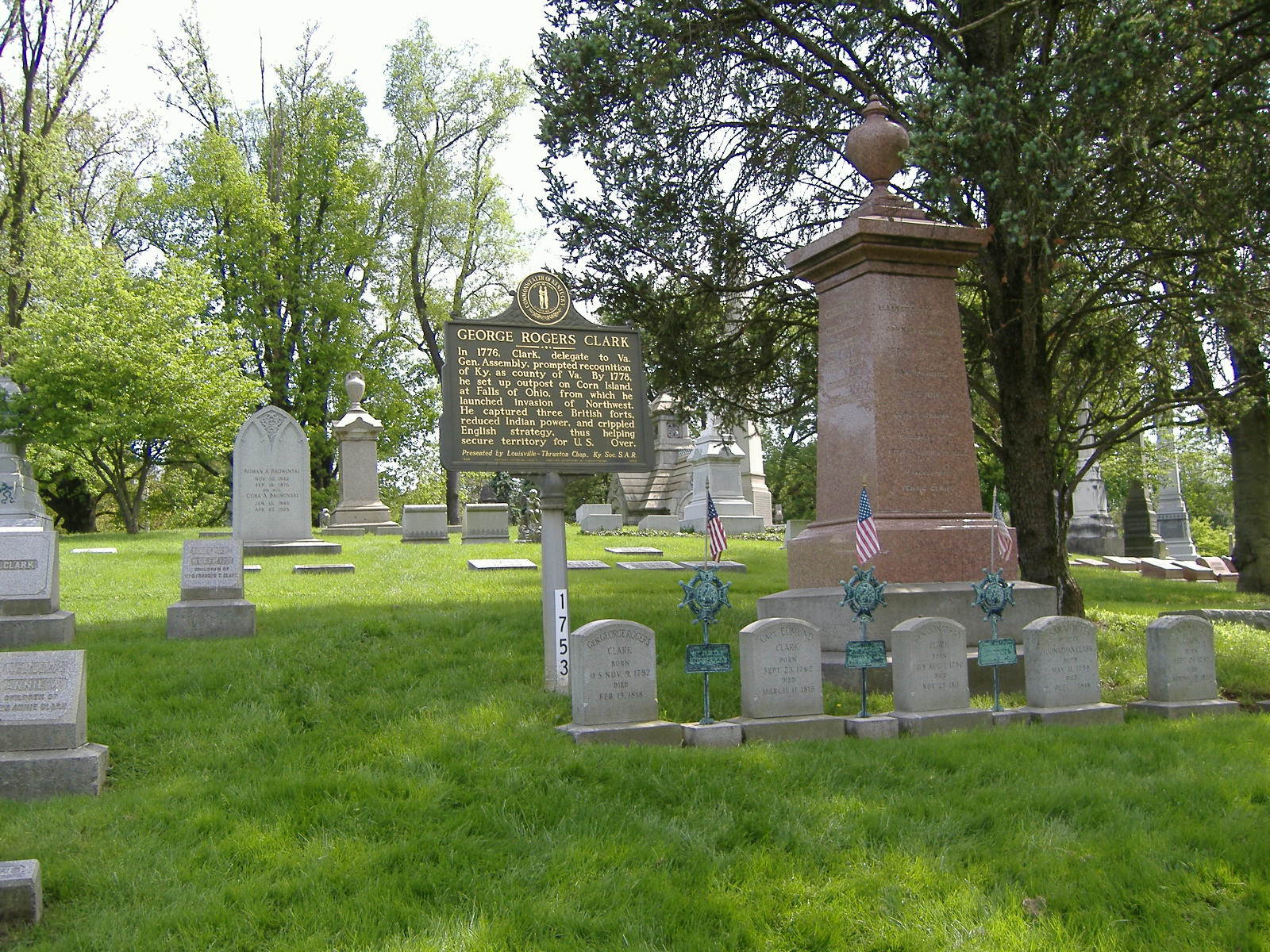
La tombe de Clark

## Cinéma
George Rogers Clark est le personnage principal du film muet américain Vincennes (1923), réalisé par Edwin L. Hollywood. George Rogers Clark est interprété par l'acteur britannique Leslie Austin.